# آلفونس پیترس
آلفونس پیترس (هلندی: Alfons Peeters; ۲۱ ژانویهٔ ۱۹۴۳ – ۵ ژانویهٔ ۲۰۱۵) بازیکن فوتبال اهل بلژیک بود.
از باشگاه‌هایی که در آن بازی کرده‌است می‌توان به باشگاه فوتبال خنت و باشگاه فوتبال اندرلشت اشاره کرد.
وی همچنین در تیم ملی فوتبال بلژیک بازی کرده‌است.